# Ulica Okólnik w Warszawie
Ulica Okólnik – ulica w dzielnicy Śródmieście w Warszawie.

## Przebieg
Ulica biegnie na brzegu skarpy wiślanej. Położona południkowo, łączy ulice Ordynacką i Szczyglą.

## Historia
Ulica była częścią posiadłości rodziny Krasińskich. Została wytyczona w 1884.
Słowo „okólnik”, od którego wzięła swoją nazwę ulica, oznacza zagrodę lub podwórze dla zwierząt.
Zabudowa ulicy została częściowo zniszczona podczas powstania warszawskiego.

## Ważniejsze obiekty
- Muzeum Fryderyka Chopina w Zamku Ostrogskich
- Uniwersytet Muzyczny Fryderyka Chopina
- Gmach Biblioteki Ordynacji Krasińskich
- Kamienica Ordynacka

## Obiekty nieistniejące
- Cyrk Braci Staniewskich